# Гриззи и лемминги
Гриззи и лемминги (фр. Grizzy et les Lemmings) — франко-канадский компьютерный анимационный телесериал, созданный Studio Hari при участии France Télévisions и Boomerang. Будучи вдохновленным Огги и тараканы (которые, в свою очередь, были вдохновлены Том и Джерри), это было после The Owl & Co и The Jungle Bunch . рассказывается о медведе гризли и нескольких леммингах. В сериале почти нет слов. Гриззи не разговаривает а лемминги издают звук «табоди» что с французского языка значит «развлечение для всех и все для развлечения». Графические работы выполнены Бертраном Гатиньолем для персонажей и Эдуардом Селлурой для декораций.
О сериале было объявлено 22 июня 2015 года, а осенью 2016 года он дебютировал во многих странах. 5 июля 2017 года он был продлен на второй сезон, который, как утверждается, выйдет в эфир на ряде каналов по всему миру в 2018 году. Первый сезон был выпущен для Netflix 15 июля 2019 года.
В 2019 году Hari Productions (Studio Hari) объявила о разработке третьего сезона под названием Гриззи и лемминги Мировой тур. 3-й сезон вышел в 2021 году

## Синопсис
Медведь Гриззи мечтает как следует отдохнуть — но у назойливых леммингов совершенно другие планы! Добро пожаловать в живописный заповедник с зелёными деревьями и величественными реками. Именно здесь живёт Гриззи и самые надоедливые зверьки на свете — лемминги! Лемминги не дают бедному Гриззи покоя — то мешают спать, то крадут его любимую шоколадную пасту. Приготовься увидеть грандиозную и уморительную битву умов, забавных проделок и тяжёлых шаров для боулинга.

## Персонажи
- Гриззи (озвучивает Пьер-Ален де Гарригес дубляж Михаил Черняк)[5] — антропоморфный медведь с коричневым телом и светло-коричневым толстым животиком, живёт в Лесничем каюта. Он около 7 футов ростом и носит медальон зелёного цвета, принадлежавший лесному рейнджеру. В салоне он ничего не делает, кроме как спит на диване, смотрит телевизор или ест лосося с Yummy XL (шоколадная паста), но в некоторых сериях было показано что он моется. Он любит смотреть телепередачу «Секрет лосося», передачу о лососе. Он не любит оперную музыку, которая иногда включается, когда он переключает каналы. Единственное, что стоит на его пути к роскоши, это лемминги, которые доставляют ему много хлопот и озорства. Гриззи не любит их и не хочет с ними делиться. В одном из эпизодов «Интенсивная терапия» показано, что, когда лемминги заболевают, у Медведя появляется немного заботы. Он не говорит ничего осмысленного, но его видели читающим по-английски с экрана мобильного телефона. Гриззи на самом деле очень умён и сообразителен, чтобы найти решение в любой ситуации. Говорят, что он самый опасный хищник в канадском заповеднике, в котором он живёт. Он считает, что находится на вершине пищевой цепи, поэтому он верит в жизнь в доме лесничего, поскольку он способен использовать все приборы.
- Лемминги (озвучивает Жослен Шарье  дубляж Елена Шульман)[5] представляют собой группу антропоморфных леммингов с голубыми телами и светло-серо-голубыми животиками, также живущих в лесничих каюта. Все они имеют одинаковую форму тела, одинаковый рост, одинаковый цвет кожи, одинаковое поведение и одинаковые привычки. Их девиз: веселье для всех и все для веселья! Говорят, что это племя из сорока животных. У леммингов IQ размером с горошину и характер тупых подростков-шутников. Они любят устраивать рейв-вечеринки, а также едят Yummy XL, как Гриззи. Они любят смотреть телепередачу про кота и мышонка (пародия на Тома и Джерри). Они могут петь колыбельные, от которых Гриззи засыпает. Они также любят танцевать под музыку, которая не нравится Гриззи. Они также не любят ничем делиться с Гриззи. Они не говорят ничего осмысленного, но часто издают звук, похожий на "табоды". Хотя они вызывают много хаоса, их шалости в основном нацелены на Гриззи. Они не очень умны или сообразительны, как Гриззи, как показано во многих эпизодах, например, в «Интенсивной терапии», они не знают, как заботиться, но в некоторых эпизодах они также кажутся умными.
- Медведица — антропоморфная самка гризли, которая является любовным интересом Гриззи, но, к сожалению для него, она не интересуется им, главным образом потому, что его попытки произвести на неё впечатление заканчиваются неудачей, вызванной иногда им, а иногда леммингами, обычно после неудачи медведица просто уходит а иногда даже бьёт гриззи по щеке. Медведица проявляет интерес к дикой природе, но в некоторых случаях она принимает участие в сумасшедших выходках между Гриззи и леммингами. Её цвет и рост такие же, как у Гриззи, но у неё есть пятно в форме сердца на животе. Во втором сезоне она получила редизайн, в результате чего у неё появилось огромное розовое пятно (как у Гриззи) на животе вместо прежнего пятна в форме сердца. У неё всегда в волосах цветок, похожий на бантик. Она живёт в лесу и любит нюхать цветы и наблюдать за бабочками и воздушными змеями. Ночью она спит на бревне в лесу. Гриззи пытается произвести на неё впечатление, но это всегда заканчивается катастрофой (иногда из-за леммингов). Она очень мало интересуется Гриззи и всегда скептически относится к его ухаживаниям из-за того, что он постоянно всё портит. Ещё она любит попкорн. В эпизоде "Присмотр за детьми" выясняется, что у неё есть дочь-медвежонок «Медведица».
- Другие существа — в лесу также есть некоторые другие животные, птицы и насекомые, но они не были антропоморфными, как гриззи, лемминги и медведица. Они не делают ничего, как эти трое, и живут в лесу, как настоящие и простые животные. И Гриззи, и лемминги, как правило, используют этих животных для своих собственных замыслов, но обычно к концу каждой серии они оба страдают от забавных последствий своих действий. Иногда в эти неприятности попадают и другие живые организмы.
  - Лоси — многие лоси появляются во многих эпизодах шоу. Лемминги (а иногда и Гриззи) используют их в качестве транспорта. Лоси любят есть морковь. Поэтому иногда лемминги подвешивают ему перед глазами морковку, чтобы заставить его бежать. Но он может есть и другие вещи, такие как стеклянные бутылки или кольцо, как показано в «Медвежьей удаче» и «Чистом медведе». Они невероятно пассивны и ничего не делают, кроме как пасутся. Цвет почти всех лосей в основном коричневый, но лось чёрного цвета показан в эпизодах «Медвежий сон в середине лета» и «Блуждающие духи», а в одной серии был даже радужным. Лось показан в более крупной роли с Гриззи и Леммингами в эпизоде "Радужный лось".
  - Куропатки/рябчики — эти тупые горные бамбуковые куропатки часто используются леммингами в качестве транспорта. Гриззи также использует их во многих ситуациях, например в одном из эпизодов показано, что на куропатке летят целых пять Гриззи. У них большие глаза, а цвет их перьев коричневый и чёрный, но в третьем сезоне показано что она была кирпичного или даже радужного цвета с длинным хвостом (в виде фазана). Иногда куропатка становится крупнее из-за действий и последствий Гриззи и леммингов. Гигантская куропатка показана в эпизодах «Медвежий сон в летнюю ночь», «Вечный медведь» и «Медведь по соседству» (не на основном фоне, а в другом месте). В спектакле куропатки летают в небе. Они в основном представлены с Гриззи и леммингами в эпизодах «Большая проблема» и «Зов медведя».
  - Лягушки — обычно лягушки едят мух. В шоу языки лягушек длинные. Лягушки представлены в основном с главными героями в эпизоде "Медвежье очарование". Обычно лягушки зелёного цвета, но в эпизоде "Блуждающие духи", где сам Гриззи превратился в лягушку и был оранжевого цвета. В третьем сезоне лягушки также другого цвета. В некоторых эпизодах, в которых Гриззи и лемминги находятся в джунглях, показаны ядовитые оранжевые лягушки и большая голубая лягушка.
  - Мухи — их обычно поедают лягушки. Муха в основном показана с главными героями в эпизоде "Вкусная муха".
  - Бабочки — Бабочки на шоу обычно бывают синего, розового или жёлтого цвета. Медведица любит их. Бабочки небольшого размера, но большая бабочка показана в эпизодах «Медведь вне времени», «Медведь по соседству» и «Медведь и бабочка» (в этом эпизоде бабочка играет большую роль с главными героями).
  - Еноты — Еноты в сериале грязные, часто роются в мусоре и едят мусор. Их носы дёргаются очень быстро. Колыбельная леммингов также усыпляет их, как показано в эпизоде "Инспектор Гриззи". Енот сыграл большую роль в главных ролях в эпизодах «Лучший друг медведя», «Енот-нюх» и «Енот в маске». Обычно еноты не такие умные, но умные встречались в эпизоде "Медведь по соседству", где были похожи на человека и пользовались косой, в качестве которой выкапывали кристаллы.
  - Пауки — Пауков в сериале можно увидеть редко. Их цвет в основном чёрный. Гриззи боится пауков, что показано в эпизоде "Лемминги-пауки".
  - Тираннозавр Рекс — Тираннозавр (Динозавр(ы)) размораживается из глыбы льда в «Юрском медведе» (красный и зелёный цвет), а также появляется в эпизодах «Вневременный медведь», «Медведь по соседству» (в лимонно-зелёного цвета), «Предковый медведь» и «Сюрприз дегляциации» где вместо самого динозавра изображается большая зелёная куропатка.
  - Летучие мыши — появляются во 2-м сезоне, редко встречаются. Летучие мыши играют более важную роль с Гриззи и Леммингами в эпизоде "БэтГриззи" (в этом эпизоде показано, что им не нравится, когда кто-то контролирует их собственными средствами).
  - Белый медведь — белый медведь появляется в эпизоде "Лёд и медведи". Он быстро перегревается без льда и ведёт себя как игривая собака при охлаждении, становясь приятелем леммингов и вызывая недоумение у Гриззи.
- Лесной рейнджер — его единственное появление в сериале — во вступлении и в эпизоде "Насколько медведь может помнить" в воспоминаниях. Он показан как человек, который покинул свою хижину в лесу, где сейчас живут медведь и лемминги. В некоторых сериях демонстрируются его постер и фотографии. Он первый человеческий персонаж в сериале.
- Почтальон. Привозит почту. Появляется только в эпизоде "Инспектор Гриззи". Является вторым человеческим персонажем.
- Фиолетовые лемминги. Лемминги, которые попали в химическую лужу (см.эпизод "Лемминги-химики") Происходят от леммингов. Совершенно не антропоморфны. Когда лемминг превращается в фиолетового, он теряет свою антропоморфность. Если обычный лемминг может делать всё, что ему вздумается, то фиолетовый может только разрушать всё в поле зрения. Тоже самое и с фиолетовыми лосями.
- Фиолетовые лоси. см.фиолетовые лемминги.